# Hümmerich
Hümmerich  là một đô thị ở huyện Neuwied, bang Rheinland-Pfalz, nước Đức. Đô thị Hümmerich có diện tích 4,27 km².